# سووی دو (ژاگوبیتسا)
سووی دو (به صربی: Suvi Do) یک منطقهٔ مسکونی در صربستان است که در ژاگوبیتسا واقع شده‌است. سووی دو ۱٬۳۲۰ نفر جمعیت دارد.